# Wojna włosko-turecka
Wojna włosko-turecka (wojna trypolitańska) – konflikt zbrojny pomiędzy Królestwem Włoch a Imperium Osmańskim, toczący się w latach 1911–1912.

## Geneza konfliktu
Aspiracje kolonialne Włoch ujawniły się tuż po zjednoczeniu kraju, kiedy to kraj ten przejął kilka wysepek na Morzu Śródziemnym. Następnie Włosi skolonizowali Erytreę oraz część Somalii. Znaczna liczba Włochów osiedlała się na terenach Trypolitanii oraz Cyrenajki. Dyskryminacja ludności pochodzenia włoskiego przez Turków wzbudzała w nacjonalistycznym włoskim rządzie oburzenie. Tajny pakt, jaki Włochy zawarły z Francją, dawał im prawo do wysuwania żądań w stosunku do tureckiej Libii. W zamian Francuzi otrzymali gwarancję, że Włochy nie zaatakują Francji w razie wybuchu wojny z Niemcami. Strona włoska wystawiła 27 września 1911 roku Turkom ultimatum, żądające przekazania im prowincji. Po odrzuceniu go, Włosi wypowiedzieli 29 września Imperium Osmańskiemu wojnę.

## Działania zbrojne
Pomimo niedostatecznego przygotowania do walki, flota włoska wyruszyła we wrześniu 1911 roku, kierując się w stronę Trypolisu. 3 października rozpoczęto ostrzał miasta. 6 października wysadzono desant morski. Włosi dość łatwo poradzili sobie z wysadzeniem desantu, a opór był minimalny. Miasto zdobyto ostatecznie pod koniec października. Wkroczenie wojsk do Trypolisu spotkało się z entuzjastycznym przyjęciem ze strony mniejszości włoskiej zamieszkującej miasto.
Włosi rozpoczęli planowanie podboju reszty Libii. Przypuścili ataki, których celem było zdobycie Bengazi, Derny i Tobruku. Desanty w większości się powiodły, większy opór pojawił się tylko pod Bengazi. 5 listopada 1911 roku Włochy ogłosiły aneksję Trypolitanii.
Sytuacja zmieniła się na korzyść strony tureckiej, gdy do walki włączyły się oddziały ochotnicze dowodzone przez Mustafę Kemala. Włosi przegrali bitwę pod Tobrukiem 22 grudnia 1911. Znaczne siły włoskie zostały otoczone przez przeważające wojska tureckie i arabskie. Sytuacji nie zmieniło nowatorskie użycie lotnictwa (do celów bombowych i rozpoznania – po raz pierwszy w historii wojskowości).
Główne siły floty osmańskiej były słabsze od włoskich i nie były aktywne, kotwicząc w Dardanelach, lecz swoim istnieniem powodowały zagrożenie dla planów włoskich. 18 kwietnia 1912 r. włoska eskadra podeszła pod Dardanele usiłując doprowadzić do bitwy, lecz flota turecka jej nie podjęła. W nocy na 19 lipca 1912 r. pięć torpedowców włoskich pod dowództwem komandora Enrico Millo weszło do cieśniny zamierzając zaatakować flotę turecką; rajd się nie powiódł i okręty włoskie zostały zmuszone do wycofania się, lecz rajd wywarł duże wrażenie propagandowe.  
Dopiero wybuch I wojny bałkańskiej zmienił patową sytuację na froncie. Strona turecka zmuszona była do wysłania znaczących sił do Europy. Ponadto przeciwnik zdobył przygniatającą przewagę na morzu. Ofensywa włoska doprowadziła do zdobycia prawie całej Libii (bez Tobruku). Oprócz tego włoskie desanty zajęły Archipelag Dodekanezu.
Widząc, że przez wyczerpującą wojnę z krajami bałkańskimi sytuacja Turcji staje się tragiczna, Włochy zaproponowały pokój.

## Pokój
Dnia 18 października 1912 podpisano traktat pokojowy w Lozannie. Turcy na mocy traktatu pokojowego oddali Włochom Cyrenajkę oraz Trypolitanię, z których uformowano włoską kolonię Libię. Natomiast Włosi mieli się wycofać z archipelagu Dodekanez – którego to warunku jednak nie dotrzymano. Wojna ukazała rozmiar aspiracji kolonialnych Włoch, które zaistniały jako imperium kolonialne.
Wojna miała negatywny wpływ na oba walczące państwa. Jej koszty obciążyły znacząco gospodarkę Włoch, co negatywnie odbiło się na przygotowaniu kraju do I wojny światowej. Do kolejnego konfliktu kraj przystąpił borykając się z problemami gospodarczymi.
Konsekwencje dla strony tureckiej były poważniejsze: oprócz wygranej bitwy pod Tobrukiem, Turcy przegrali większość starć. Siły zbrojne Imperium Osmańskiego okazały się słabe i przestarzałe. Zarówno wojna z Włochami, jak i wojna na Bałkanach, potwierdziły opinię o Turcji jako "chorym człowieku Europy".
Obie wojny: w Libii i na Bałkanach, znacząco obniżyły gotowość Turcji do następnego konfliktu. Również morale wojska uległo obniżeniu, co doprowadziło do wielu klęsk podczas I wojny światowej.